# 張汝弼 (金朝)
张汝弼（？—1187年），字仲佐。辽阳渤海（今辽宁辽阳）人。金朝政治人物，金世宗时尚书左丞。渤海族遗裔，彰信军节度使张玄徵之子，户部尚书张玄素之侄。
先世于渤海国亡后被辽迁置辽阳。母亲高氏，与金世宗母贞懿皇后李氏有亲。妹妹为金世宗妃，生皇子完颜永中。初以父荫补官，完颜亮正隆二年（1157年）赐进士第，调任沈州乐郊县（今辽宁沈阳）主簿。世宗于东京辽阳即位，与叔父张玄素前去归附，擢升为应奉翰林文字。自皇统以来，内藏诸物费用无度，多有丢失。朝廷命他清查府库，分类作籍，作四库以贮藏。不久，兼修起居注，转任右司员外郎、吏部尚书。大定十六年（1176年）拜参知政事。大定二十一年（1181年）进尚书右丞，摄太尉。大定二十三年（1183年）进为尚书左丞。张汝弼遇事不能正谏。皇上喜欢的则去讨好，不喜欢的则察言观色。于是罢职为广宁尹。张汝弼与皇子完颜永中结党。妻子高氏因为左道为完颜永中母子祈福，觊图帝位。大定二十七年（1187年）张汝弼被处死。